# Butch Cassidy
Robert Leroy Parker, mer känd som Butch Cassidy, född 15 april 1866 i Beaver i Utah, död 7 november 1908 i San Vicente i Bolivia, var en amerikansk laglös, tåg- och bankrånare och ledare för Wild Bunchgänget.
Han föddes i en mormonfamilj i Utah, som det äldsta av tretton barn. Hans föräldrar hade utvandrat från England. Hans första stöld var av ett par byxor, då han lämnade en lapp i butiken att han skulle betala dem senare, vilket är oklart om han någonsin gjorde.
Efter att föräldrarna förlorat sin gård började han se upp till en granne vid namn Mike Cassidy som kan ha varit inblandad i pojkens första boskapsstölder. Som artonåring, 1884, tog Leroy namnet Butch Cassidy och blev boskapstjuv på allvar. Han stal boskap från större ranchägare som försökte få småägare i konkurs och han kom att kallas "Västerns Robin Hood". 
Hans första större brott var mot San Miguel Valley Bank i Telluride i juni 1889, då han och hans gäng kom över omkring 20 000 dollar. 
Efter att ha suttit i fängelse 1894-1896 för häststöld bildade han ett rånargäng kallat Wild Bunch. Den mest kände i det gänget var Harry Longabaugh, mer känd som Sundance Kid. Gänget rånade 1896-1901 mer än ett dussin banker och tåg. 1901 flydde Sundance och Butch Cassidy till New York och sedan till Argentina. Butch Cassidy och Sundance Kid drev en ranch i Argentina tillsammans med Etta Place, men de återgick troligen till brottslig verksamhet efter en tid.
De dödades av soldater i Bolivia 1908. Det har dock påståtts att det inte var deras kroppar i gravarna, något som har undersökts med DNA-teknik, dock med oklara resultat. Det ryktades att båda överlevde i Uruguay eller i USA under antagna namn. Det finns tecken som tyder på att Sundance återvände till USA och dog där 1936.[källa behövs]
I filmen Butch Cassidy och Sundance Kid (1969) gestaltas Butch Cassidy av Paul Newman och Sundance Kid av Robert Redford.